# Ti penso (Venerus)
Ti penso è un singolo del cantautore italiano Venerus, pubblicato il 4 aprile 2025.

## Descrizione
Il brano, scritto da Andrea Cleopatria, è prodotto da Filippo Cimatti.

## Video musicale
Il video musicale, diretto da Andrea Cleopatria, è stato pubblicato in concomitanza all'uscita del brano attraverso il canale YouTube del cantautore.

## Tracce
Testi di Andrea Cleopatria, musiche di Andrea Venerus e Andrea Cleopatria.
1. Ti penso – 2:51